# Глинка, Григорий Андреевич
Григорий Андреевич Глинка (1776—1818) — русский филолог, поэт, прозаик, переводчик; статский советник.

## Биография
Родился 22 февраля (4 марта) 1776 года в сельце Закупе Духовщинского уезда Смоленской губернии, в имении своего отца, отставного подпоручика лейб-гвардии Преображенского полка Андрея Ильича Глинки — от второго брака его с баронессой Шарлоттой Антоновной Платен.
По обычаям того времени 3 апреля 1782 года был зачислен в пажи Екатерины II; с 24 февраля 1793 года — камер-паж, 30 декабря того же года произведён в поручики лейб-гвардии Семёновского полка, а 22 апреля 1797 года — в капитан-поручики.
В 1800 году оставил военную службу и поступил сначала в коллегию иностранных дел, а затем был цензором в Кронштадте и впоследствии в Санкт-Петербурге.
Был избран корреспондентом Вольного общества любителей словесности, наук и художеств 22 марта 1803 года и состоял в нём до 2 июня 1806 года.
С 20 марта 1803 года он был назначен профессором русского языка и русской словесности в Дерптский университет. Это был первый случай занятия профессорской кафедры русским дворянином, что отметил в своей статье в «Вестнике Европы» Н. М. Карамзин. В Дерпте он преподавал семь лет; выйдя 30 июня 1810 года в отставку, он уехал жить в своё имение Закуп в Смоленской губернии.
В 1811 году Императрица Мария Фёдоровна, по лестному о Глинке отзыву самого Императора Александра I, пригласила его на должность кавалера (наставника) великих князей Николая и Михаила Павловичей. Кроме своих прямых обязанностей, Глинка преподавал будущему монарху отечественную словесность и сопровождал его в путешествиях в 1816 году в России и за границей; готовился сопровождать и Великого князя Михаила Павловича, но 9 (21) февраля 1818 года скоропостижно скончался от аневризма сердца.

## Избранные труды
- Глинка Г. А. Дочь любви: Семейственная картина в 4-х действиях. — СПб.: при Академии наук, 1801. — [4], 158, [2] с.
- Глинка Г. А. Древняя религия славян. — Митава: тип. И. Ф. Штефенгагена и сына, 1804. — 150 с.
- Славянская мифология / [Г. Глинка, В. Жуковский, А. Гильфердинг]. — М.: Белый город, 2020. — 111 с. : ил., цв. ил. с. — 1000 экз. — ISBN 978-5-00119-061-5.

Переводы:
- Манштейновы современные записки. — Дерпт, 1810.
- Шторх. Летописи царствования Екатерины II. — Ч. I. — СПб., 1808.
- Эккардт Фр. Император Александр в Риге / Пер. с нем. Г. Глинки. — СПб.: при Императорской Академии наук, 1802. — 54 с.

## Семья
Был женат на Устинье (Юстине) Карловне Кюхельбекер (1784—1871), сестре декабриста, и имел 3-х сыновей: Дмитрия, Бориса (Глинка-Маврин, генерал от инфантерии, генерал-адъютант) и Николая (капитан генерального штаба, 1811—1839) и 3-х дочерей: Наталью (ум. 1864, замужем за генералом от артиллерии Одынцем), Александру и Юстину.